# جورج جروزير
جورج جروزير (بالألمانية: Georg Grozer junior)‏ (و. 1984  م) هو لاعب كرة طائرة، ولاعب كرة طائرة شاطئية من ألمانيا، والمجر، ولد في بودابست، شارك في الألعاب الأولمبية الصيفية 2012، مركز لعبه هو ضارب خارجي ‏.

## روابط خارجية
- جورج جروزير على موقع الاتحاد الأوروبي (الإنجليزية)
- جورج جروزير على موقع عالم الكرة الطائرة (الإنجليزية)
- جورج جروزير على موقع دوري الدرجة الأولى الإيطالي للكرة الطائرة - رجال (الإيطالية)
- جورج جروزير على موقع اللجنة الأولمبية الدولية (الإنجليزية)
- جورج جروزير على موقع أوليمبيديا (الإنجليزية)
- جورج جروزير على موقع اللجنة الأولمبية الألمانية (الألمانية)